# Entre la vie et la mort
Entre la vie et la mort és una pel·lícula de thriller de 2022 dirigit per Giordano Gederlini protagonitzada per Antonio de la Torre, Marine Vacth i Olivier Gourmet. Representa una coproducció internacional entre Bèlgica, França i Espanya. S'ha subtitulat al català.

## Sinopsi
Leo Castañeda, espanyol establert a Brussel·les, treballa com a conductor de metro. Una nit presencia el suïcidi de l'Hugo, el seu fill, del qual feia més de dos anys que no en sabia res. Després del que va passar, en Leo comença a indagar en les causes de la seva mort i descobreix que va estar implicat en un atracament. La recerca de respostes el conduirà a una investigació perillosa i a enfrontar-se al seu propi passat.

## Repartiment
- Antonio de la Torre com a Leo Castañeda[2]
- Marine Vacth com a Virginie[3]
- Olivier Gourmet com a comissari de la policia[4]
- Fabrice Adde com a Carl[3]
- Nessbeal com a Ben[3]
- Tibo Vandenborre com a Arsen[3]
- Alexandre Bouyer com a Ralph[3]
- Lila Jonas com a Malika[3]
- Marie Papillon com a Magali[3]
- Noé Englebert com a Hugo[3]
- Christophe Seureau com a François[3]
- Vadiel Gonzalez Lardued com a Farid[3]
- Wim Willaert com a company del metro[3]

## Producció
Una coproducció conjunta entre empreses de França, Bèlgica i Espanya, la pel·lícula va ser produïda per Frakas Productions juntament amb Noodles Productions, Eyeworks i Fasten Films, amb la participació de RTVE, Movistar Plus+ i el suport de l'ICEC i Eurimages.

## Publicació
Distribuïda per Le Pacte, es va fixar com a data d'estrena als cinemes el 29 de juny de 2022. Ja fos distribuïda per O'Brother Distribution com per Filmax, la pel·lícula es va estrenar, respectivament, als cinemes belgues i espanyols el 13 i 14 de juliol de 2022.

## Rebuda
Olivier Delcroix de Le Figaro va escriure que Gederlini "signa un thriller implacable amb l'excel·lent Antonio de la Torre".
Raquel Hernández Luján de HobbyConsolas va puntuar-la amb 75 punts sobre 100 ("bona"), i va destacar-ne les interpretacions, la imatge, la banda sonora i la gestió de la tensió narrativa com els millors aspectes de la pel·lícula, mentre que va citar que la pel·lícula "deixa molt oberta la interpretació de l'espectador" (amb un final requereix més explicació i desenvolupament) com la pitjor característica.